# Myopterus whitleyi
Myopterus whitleyi es una especie de murciélago de la familia Molossidae.

## Distribución geográfica
Se encuentra en Ghana, Nigeria, Camerún, Gabón, República Democrática del Congo, República Centroafricana y Uganda.